# Visoče, Šentjur
Visoče este o localitate din comuna Šentjur, Slovenia, cu o populație de 83 de locuitori.